# セバスチャン・シルベスター
セバスチャン・シルベスター（Sebastian Sylvester、1980年7月9日 - ）は、ドイツのプロボクサー。メクレンブルク＝フォアポンメルン州グライフスヴァルト出身。元IBF世界ミドル級王者で、現役時代には同王座を3度防衛した。

## 来歴
2002年5月26日、ドイツでプロデビューするも、初回KO負け。
2004年12月18日、17戦目でIBFインターコンチネンタルミドル級王座決定戦でロベルト・ロセリアと対戦し、2回KO勝ちで王座を獲得した。同王座は1度の防衛に成功した。
2005年7月16日、20戦目でEBU欧州ミドル級王者モラード・ハッカーに挑戦し、12回判定勝ちで王座を獲得した。同王座は2度の防衛に成功した。
2006年6月3日、3度目の防衛戦でアミン・アシカイネンと対戦し、8回TKO負けで王座から陥落した。
2006年9月23日、WBAインターコンチネンタルミドル級王座決定戦でフランク・メザッチェと対戦し、12回判定勝ちで王座を獲得した。同王座は1度の防衛に成功した。
2007年6月23日、EBU欧州ミドル級王座を賭けて現役王者アミン・アシカイネンと再戦し、11回TKO勝ち、王座獲得した。
2008年4月12日、4度目の防衛戦でハビエル・カスティリェホと対戦し、12回KO勝ちで王座防衛に成功した。
2008年11月1日、32戦目でWBA世界ミドル級王座を賭けて現役王者フェリックス・シュトルムに挑戦し、12回判定負け。
2009年9月19日、35戦目のIBF世界ミドル級王座決定戦でジョバンニ・ロレンソと対戦し、12回判定勝ちで世界王座を獲得した。
2011年5月7日、ダニエル・ゲールと対戦し、1-2の判定負けを喫し、王座から陥落した。